# Арп, Роберт
Роберт Арп (англ. Robert Arp) — американский писатель и философ. Доцент философии Юго-западного университета штата Миннесоты. Наиболее известен благодаря написанию книги South Park and Philosophy: You Know, I Learned Something Today. В философской деятельности Роберт Арп преимущественно занимается философией биологии и философией сознания; в настоящий момент он занимается исследованиями в области формальной онтологии совместно с Барри Смитом.

## Работы по философии
- Contemporary Debates in the Philosophy of Biology (Blackwell Publishing), с соредактором Франциско Айола
- Scenario Visualization: An Evolutionary Account of Creative Problem Solving (MIT Press)

## Работы по философии в поп-культуре
- South Park and Philosophy: You Know, I Learned Something Today (Blackwell Publishing)